# Liste der Wappen im Bezirk Korneuburg
Diese Liste beinhaltet – geordnet nach der Verwaltungsgliederung – alle in der Wikipedia gelisteten Wappen des Bezirks Korneuburg (Niederösterreich). In dieser Liste werden die Wappen mit dem Gemeindelink angezeigt. Die Fußnoten verweisen auf die Blasonierung des entsprechenden Wappens.

## Bezirk Korneuburg

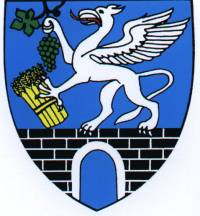
Bisamberg
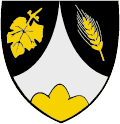
Enzersfeld
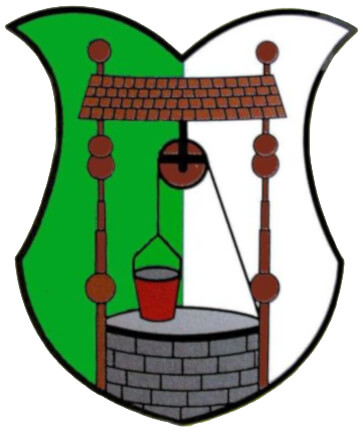
Ernstbrunn
Gerasdorf bei Wien
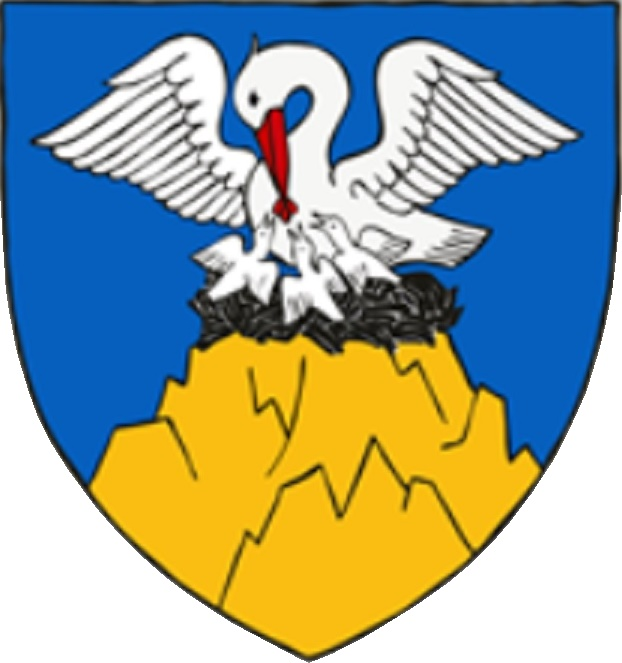
Großmugl
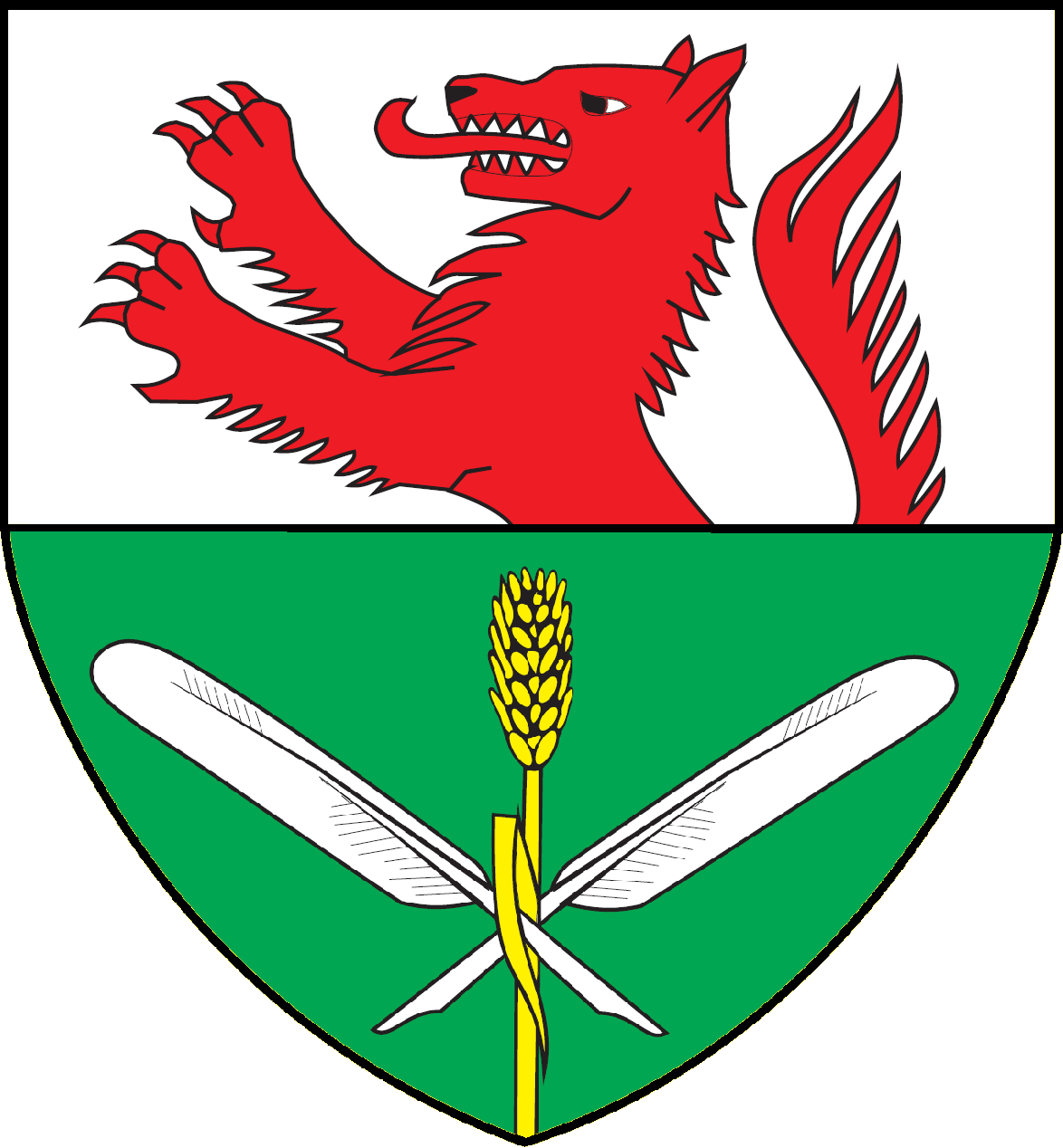
Großrußbach
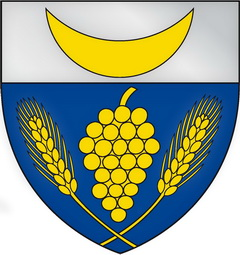
Hagenbrunn
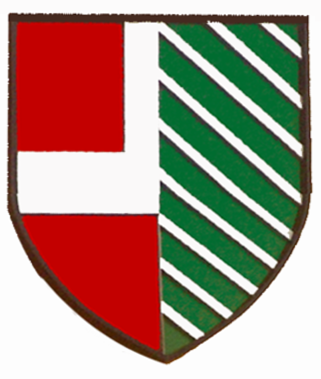
Harmannsdorf
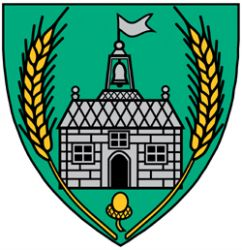
Hausleiten
Korneuburg
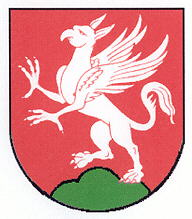
Langenzersdorf
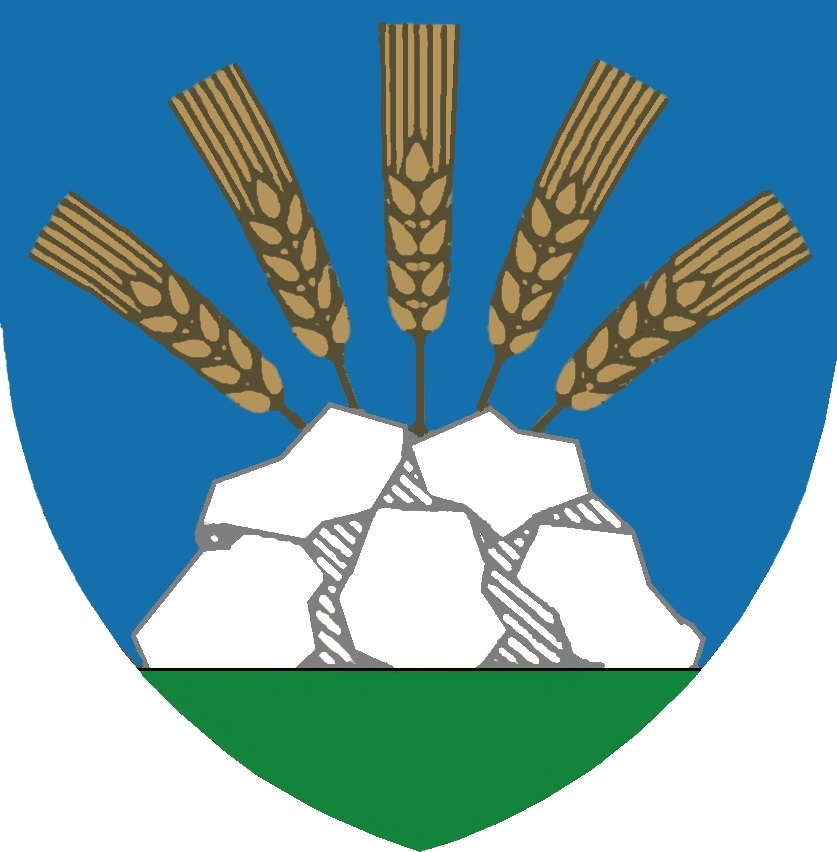
Leitzersdorf
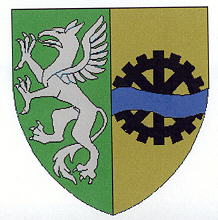
Leobendorf
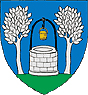
Niederhollabrunn
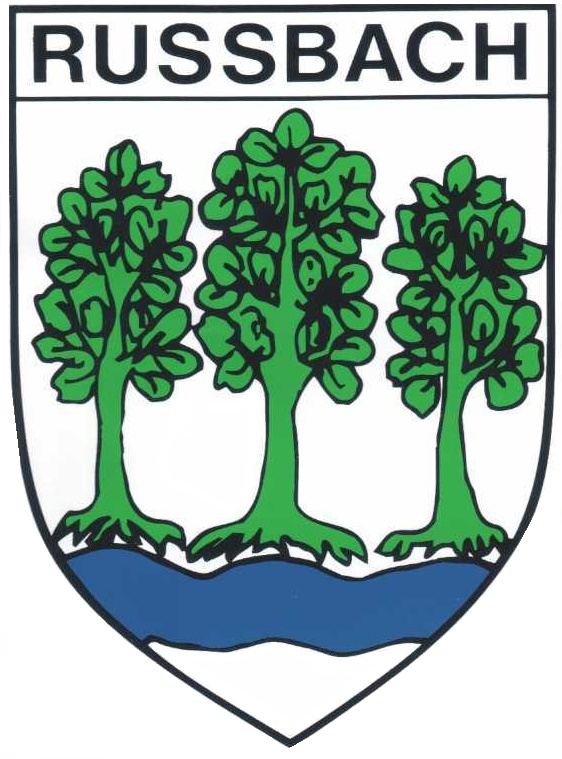
Rußbach
Sierndorf
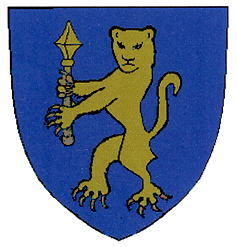
Spillern
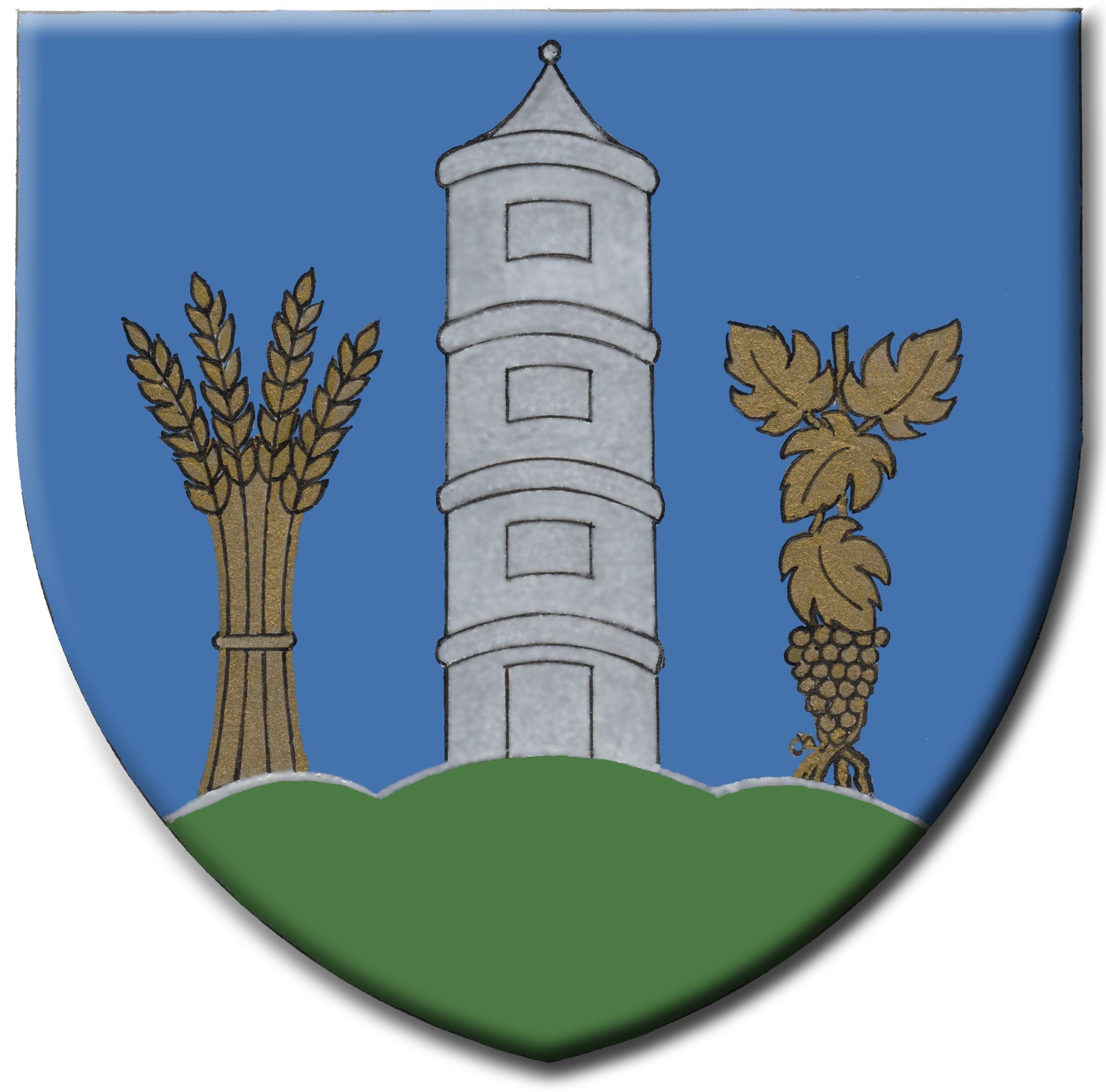
Stetteldorf am Wagram
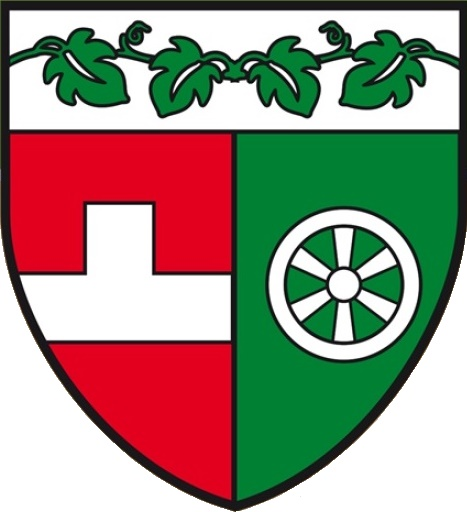
Stetten
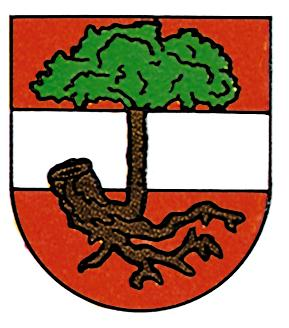
Stockerau

## Blasonierungen
1. ↑  Hagenbrunn: Das Wappen stellt in einem eins zu zwei geteilten Schild, oben in Silber, einen liegenden goldenen Halbmond, unten in blau zwischen zwei aus dem Schildfuß wachsenden überkreuzten goldenen Ähren, eine goldene Weintraube dar.
2. ↑  Harmannsdorf: Im linken, roten Feld ist eine halbe silberne Sturzkrücke dargestellt. (Hälfte des Wappens des Stiftes Klosterneuburg) Im rechten, grünen Feld befinden sich neun silberne Schrägrechtsfäden. Diese dokumentieren die Feldgrenzen und damit die landwirtschaftlichen Strukturen der Gemeinde Harmannsdorf.
3. ↑  Stetten: In einem unter silbernem Schildeshaupt gespaltenen Schild vorne in Rot eine silberne Sturzkrücke, hinten in Grün ein silbernes Rad, das Schildeshaupt belegt mit einer grünen vierblättrigen Weinranke.